# Château de Versols
Le château de Versols est situé sur la commune de Versols dans l'Aveyron, appartenant à André de Roquefeuil.

## Descriptions

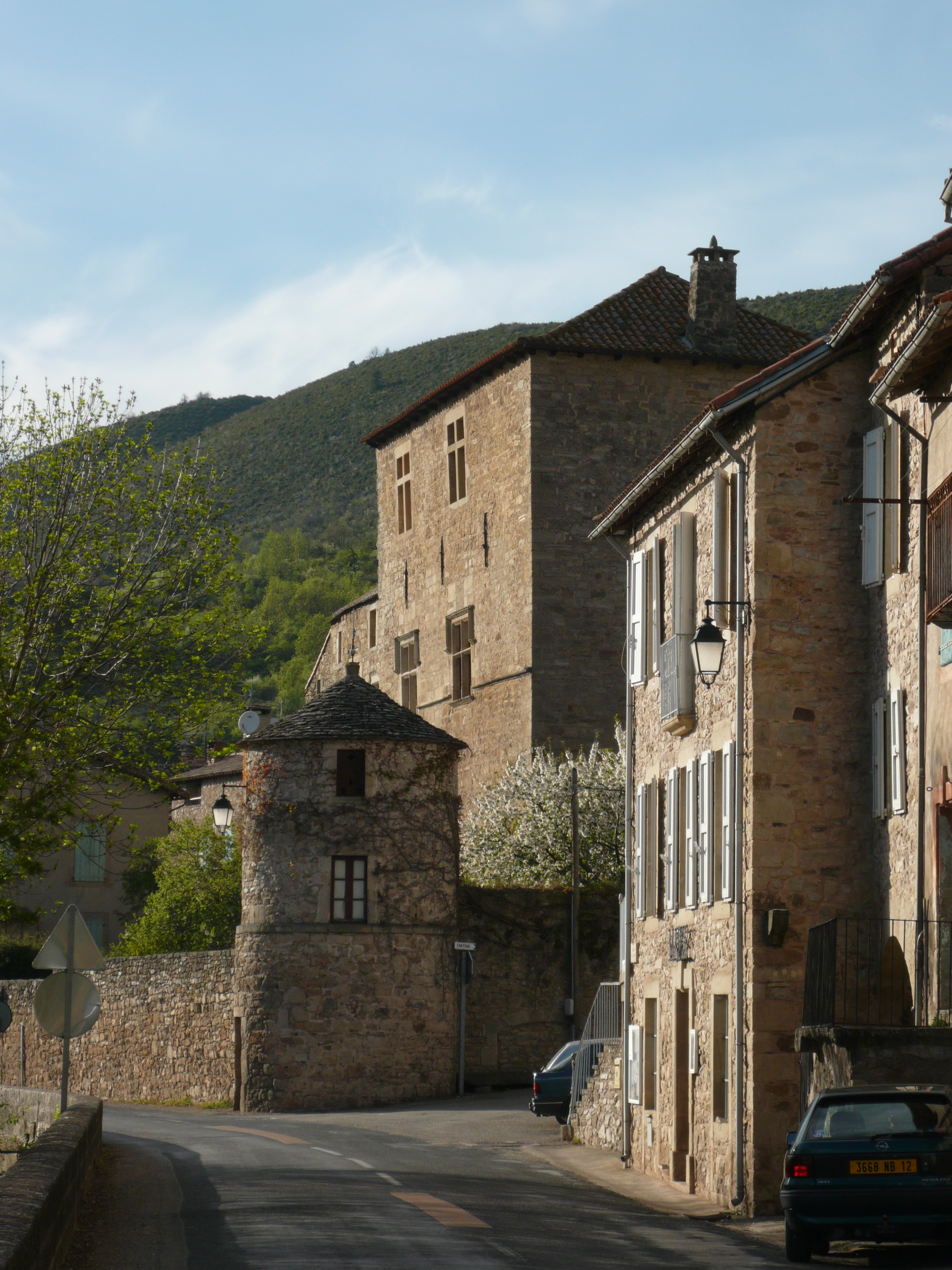
Château de Versols (2)

Le château est bâti sur une terrasse surplombant le village et la vallée de la Sorgue passait à son pied. 
En 1256, lors de l'achat du fief par Jean de Roquefeuil, le château est un moulon fortifié avec une cour intérieure.
Mis plusieurs fois en défense contre les Anglais, le château est pourvu d'une poterne, de trois tours d'angle, et de deux échauguettes extérieures.
Le logis actuel datable des XVe et XVe siècles et XVIe siècle, comporte deux étages carrés sur soubassement. Il est éclairé par deux travées de croisées renaissance. Sa grande salle, ou tinel gothique, possède une cheminée et des vestiges de peintures murales qui sont inscrits monument historique en 1988 (Façades et toitures ainsi que le Tinel gothique avec sa cheminée et ses vestiges de peintures murales). Le soubassement repose sur un ensemble de caves voûtées anciennes et imbriquées les unes dans les autres.

## Historique

### Famille de Versols
En 1132, le seigneur de Versols partant pour Jérusalem, fait don du fief et de la seigneurie à l'Abbaye de Sylvanès.

### Famille de Roquefeuil
Les fief de Versols et de Saint-Félix-de-Sorgues sont rachetés en 1256 par  
- Jean Ier de Roquefeuil[3], fils de Guillaume Ier de Roquefeuil, seigneur de Cournonsec et de Mireval, lieutenant de Montpellier (en 1255 et 1266) pour Jacques Ier roi d'Aragon et de Ricarde Bonvoisin. De son mariage avec Alazaïs il a deux fils, dont:
- Guillaume II de Roquefeuil, seigneur de Versols, Grémian, Miravel et Courmonsec (34) qui épouse Alixent de La Barrière, fille de Guilhem, seigneur de Castelnau-Peyralès, et d'Hélène de Séverac.

### Famille d'Izarn de Freyssinet
- Élisabeth de Roquefeuil  ( 8 janvier 1688 - 24 juillet 1775), fille de Claude et de Marie de Pomeyrols, dame de Laguépie, hérita en  1731 des seigneuries de Versols et de Laguépie lors du décès de son unique frère Claude de Roquefeuil. Elle avait épousé le  6 juillet 1716 Jean-Casimir d'Izarn de Freyssinet, fils de Bernardin, seigneur de Freyssinet et de Marie de Loubeyrat, dont elle eut deux fils[4].

### Époque contemporaine
À partir des années 1960, le château tombe dans un état d'abandon. Il est acheté et restauré par André de Roquefeuil descendant en ligne masculine d'Henry Roquefeuil, fils naturel de Henry de Roquefeuil mort en 1756 sans alliance, avec sa femme Geneviève « Missou ».

## Visite
Journées du Patrimoine.